# Le Roi des camelots
Pour plus de détails, voir Fiche technique et Distribution.
Le Roi des camelots est un film français réalisé par André Berthomieu et sorti en 1951.

## Fiche technique
- Titre : Le Roi des camelots
- Réalisation : André Berthomieu, assisté de Pierre Granier-Deferre et Raymond Bailly
- Scénario : André Berthomieu et Paul Vandenberghe
- Décors : Raymond Nègre
- Photographie : Fred Langenfeld
- Son : Louis Hochet
- Montage : Louisette Hautecoeur et Henri Taverna
- Musique : Richard Cornu
- Sociétés de production : Ciné Sélection et Les Productions Cinématographiques (L.P.C.)
- Pays de production :  France
- Format : Noir et blanc — 35 mm — 1,37:1 — Son mono
- Genre : Comédie
- Durée : 84 minutes
- Date de sortie : France - 11 janvier 1951
- Affiche : Henri Cerutti (France)

## Distribution
- Robert Lamoureux : Robert
- Colette Ripert : Françoise
- Yves Deniaud : Raymond
- Charles Bouillaud : Émile
- Robert Berri : Grand Jo
- Jean Carmet : La Globule
- Lysiane Rey : Yvette
- Nicolas Amato : un locataire
- Lucien Dorval : l'industriel
- Paul Faivre : le secrétaire
- Jacky Gencel : Jeanjean
- Lee Gordine : l'Américain
- Léon Larive : Molo
- Palmyre Levasseur : la concierge
- Pierre Mazé : Michel
- Geneviève Morel : Mme Marguerite
- Henri Niel : le gros père
- Gaston Orbal : le marquis
- Robert Rollis : Fil de Fer
- Maurice Biraud
- Yvonne Dany
- Nicole Regnault
- Jacques Vertan
- Paul Villé